# سیتیسوس
سیتی سوس (نام علمی: Cytisus) نام یک سرده از تبار طاووسی است.